# La Izquierda (Luxemburgo)
La Izquierda (luxemburgués: Déi Lénk, francés: La Gauche, alemán: Die Linke) es un partido político socialista en Luxemburgo. Forma parte del Partido de la Izquierda Europea y está asociada con la grupo confederal de la izquierda unitaria europea/izquierda verde nórdica en el Parlamento Europeo pero no tiene representación. 

## Historia
Después de la caída del Muro de Berlín en 1989, las disputas ideológicas dentro del Partido Comunista de Luxemburgo aumentaron y en 1993 los disidentes trotskistas y marxistas abandonaron el KPL para formar la Nueva Izquierda (luxemburgués: Nei Lénk).
La Nueva Izquierda se convirtió en La Izquierda el 30 de enero de 1999, un movimiento que pretendía ser unitario ya que reunía principalmente a activistas, además de los de la Nueva Izquierda, el Partido Comunista de Luxemburgo, el Partido Socialista Revolucionario y miembros de izquierdas del Partido Socialista Obrero de Luxemburgo. Sin embargo, la afiliación al movimiento se hacía de forma individual y no por organización, lo que lo diferencia de una coalición. Está a la izquierda de la socialdemocracia.
Se presentó por primera vez a las elecciones legislativas de 1999, donde obtuvo el 3,3% de los votos y un diputado (André Hoffmann). En las elecciones municipales del 10 de octubre, obtuvo dos escaños en Esch-sur-Alzette, la segunda ciudad más grande del país, así como varios escaños en varias ciudades de "clase trabajadora" reputadas, pero también en Luxemburgo: su puntaje nacional fue de alrededor 4%.
El 30 de abril de 2000 se celebraron elecciones anticipadas en Esch-sur-Alzette, ante la imposibilidad de formar una mayoría: La Izquierda obtuvo allí el 12,78% de los votos (frente al 10,78 de octubre y al 7,87% de junio). André Hoffmann se convierte en teniente de alcalde de Esch-sur-Alzette y dejó su mandato como diputado, que ocupó Aloyse Bisdorff (KPL).
En 2004, el movimiento de unidad experimentó fuertes tensiones con el KPL, que lo criticó por convertirse en un partido político de pleno derecho. Los persistentes desacuerdos sobre la forma del movimiento llevaron a la presentación de listas separadas en las elecciones legislativas de junio, donde La Izquierda solo obtuvo el 1,9 % de los votos (frente al 0,92 % del KPL), y ningún diputado. A partir de entonces, La Izquierda y el Partido Comunista presentaron cada uno listas separadas en cada elección.
Aunque no obtuvo ningún eurodiputado en las elecciones europeas de 2004 con el 1,69% de los votos (1,17% para el KPL). En 2009, La Izquierda obtuvo el 3,3% de los votos en las elecciones legislativas, por ello André Hoffman consiguió volver a ser diputado.
Después de las elecciones de 2013 consiguió dos diputados, Serge Urbany y Justin Turpel.

## Resultados electorales

### Elecciones generales
| Año  | Votos   | %        | Resultado | +/- | Gobierno           |
| ---- | ------- | -------- | --------- | --- | ------------------ |
| 1999 | 110,274 | 3.3 (6º) | 1/60      | 1   | Oposición          |
| 2004 | 62,071  | 1.9 (6º) | 0/60      | 1   | Extraparlamentario |
| 2009 | 109,184 | 3.3 (6º) | 1/60      | 1   | Oposición          |
| 2013 | 161,759 | 4.5 (6º) | 2/60      | 1   | Oposición          |
| 2018 | 193,594 | 5.5 (7º) | 2/60      | 0   | Oposición          |
| 2023 | 144,576 | 3.9 (7º) | 2/60      | 0   | Oposición          |

### Elecciones al parlamento europeo
| Año  | Votos  | %   | Escaños | +/– |
| ---- | ------ | --- | ------- | --- |
| 1999 | 28,130 | 2.8 | 0/6     | 0   |
| 2004 | 18,345 | 1.7 | 0/6     | 0   |
| 2009 | 37,929 | 3.4 | 0/6     | 0   |
| 2014 | 67,513 | 5.8 | 0/6     | 0   |
| 2019 | 60,648 | 4.8 | 0/6     | 0   |